# Annamaria Solazzi
Annamaria Solazzi (Ancona, 10 de diciembre de 1965) es una deportista italiana que compitió en voleibol, en la modalidad de playa.
Ganó cinco medallas en el Campeonato Europeo de Vóley Playa entre los años 1996 y 2000. Participó en dos Juegos Olímpicos de Verano, ocupando el quinto lugar en Sídney 2000 y el 13.º en Atlanta 1996.

## Palmarés internacional
| Campeonato Europeo | Campeonato Europeo         | Campeonato Europeo | Campeonato Europeo |
| Año                | Lugar                      | Medalla            | Pareja             |
| ------------------ | -------------------------- | ------------------ | ------------------ |
| 1996               | Pescara (Italia)           | Medalla de bronce  | Laura Bruschini    |
| 1997               | Roma (Italia)              | Medalla de oro     | Laura Bruschini    |
| 1998               | Rodas (Grecia)             | Medalla de bronce  | Laura Bruschini    |
| 1999               | Palma de Mallorca (España) | Medalla de oro     | Laura Bruschini    |
| 2000               | Bilbao (España)            | Medalla de oro     | Laura Bruschini    |